# Episodi di Dixon of Dock Green (quarta stagione)
La quarta stagione della serie televisiva Dixon of Dock Green è andata in onda nel Regno Unito dal 7 settembre 1957 al 29 marzo 1958 su BBC One.
| nº | Titolo originale           | Prima TV UK       |
| -- | -------------------------- | ----------------- |
| 1  | Presented in Court         | 7 settembre 1957  |
| 2  | The Story of Jimmy Mayo    | 14 settembre 1957 |
| 3  | Notice to Quit             | 21 settembre 1957 |
| 4  | A Woman of Thirty-Eight    | 28 settembre 1957 |
| 5  | The High Price of Radishes | 5 ottobre 1957    |
| 6  | A Slight Case of Ham       | 12 ottobre 1957   |
| 7  | The Nelson Touch           | 19 ottobre 1957   |
| 8  | The Heel                   | 26 ottobre 1957   |
| 9  | Fireworks                  | 2 novembre 1957   |
| 10 | Bosco and Bosco            | 16 novembre 1957  |
| 11 | The New Skipper            | 23 novembre 1957  |
| 12 | The Love of Phil           | 30 novembre 1957  |
| 13 | The Crooked Key            | 7 dicembre 1957   |
| 14 | A Penn'orth of Allsorts    | 14 dicembre 1957  |
| 15 | Peace on Earth             | 21 dicembre 1957  |
| 16 | Goodwill to Men            | 28 dicembre 1957  |
| 17 | The Lady in Red            | 4 gennaio 1958    |
| 18 | Duffy's New Boots          | 11 gennaio 1958   |
| 19 | The Salvation of Duffy     | 18 gennaio 1958   |
| 20 | A Little Bit of French     | 25 gennaio 1958   |
| 21 | The Light Over the Window  | 1º febbraio 1958  |
| 22 | All Buttoned Up            | 8 febbraio 1958   |
| 23 | They Don't Like Policemen  | 15 febbraio 1958  |
| 24 | The Stargazer              | 22 febbraio 1958  |
| 25 | Little Boy Blue            | 1º marzo 1958     |
| 26 | The Case of Mrs. X         | 8 marzo 1958      |
| 27 | The Cats and the Fiddles   | 15 marzo 1958     |
| 28 | All My Eye and Elbow       | 22 marzo 1958     |
| 29 | The Key of the Nick        | 29 marzo 1958     |

## Presented in Court
- Prima televisiva: 7 settembre 1957

### Trama
- Interpreti: Ballard Berkeley (moglie di Harry Bates), Peter Byrne (detective Con. Andy Crawford), Dorothy Casey (Maggie Warrington), Laidlaw Dalling (Mac), Jeanette Hutchinson (Mary Crawford), Moira Mannion (sergente Grace Millard), Donald McCollum (Clerk of Court), Anthony Parker (agente Bob Penney), James Raglan (Magistrate), Arthur Rigby (sergente Flint), Elsie Wagstaff (Mrs. Bates), Jack Warner (agente George Dixon)

## The Story of Jimmy Mayo
- Prima televisiva: 14 settembre 1957

### Trama
- Interpreti: A.J. Brown (Mr. Armour), Peter Byrne (detective Con. Andy Crawford), Robert Cawdron (detective Insp. Cherry), Hilda Fenemore (Mrs. Mayo), Howard Greene (Tom), David Hemmings (Jimmy Mayo), Peter Henchie (agente Hughes), Jeanette Hutchinson (Mary Crawford), Howard Loxton (Fred Irons), Moira Mannion (sergente Grace Millard), Anthony Parker (agente Bob Penney), Brian Rawlinson (Rocky Mayo), Arthur Rigby (sergente Flint), John Scott (Mr. Roller), Jack Warner (agente George Dixon), Martin Wyldeck (Bill Mayo)

## Notice to Quit
- Prima televisiva: 21 settembre 1957

### Trama
- Interpreti: Peter Byrne (detective Con. Andy Crawford), Kay Clayton (Nick), Selma Vaz Dias (padre di Roma Kovarris), Fred Griffiths (Alf Gibbons), Jeanette Hutchinson (Mary Crawford), Moira Mannion (sergente Grace Millard), Edie Martin (Ma Harriet), Anthony Parker (agente Bob Penney), Arthur Rigby (sergente Flint), Paul Stassino (Nick), John Vere (Mr. Holliday), Jack Warner (agente George Dixon)

## A Woman of Thirty-Eight
- Prima televisiva: 28 settembre 1957

### Trama
- Interpreti: Peter Byrne (detective Con. Andy Crawford), Gerald Case (Ian Partridge), Roddy Hughes (Mr. Hadley), Jeanette Hutchinson (Mary Crawford), Moira Mannion (sergente Grace Millard), Anthony Parker (agente Bob Penney), Maureen Pryor (Iris Clarke), Arthur Rigby (sergente Flint), Anthony Sagar (detective Sgt. Brownrigg), Jack Warner (agente George Dixon)

## The High Price of Radishes
- Prima televisiva: 5 ottobre 1957

### Trama
- Interpreti: Michael Anderson (3rd Boy Scout), Hamlyn Benson (Councillor Barnett), Ernest Butcher (Mrs. Hatton), Peter Byrne (detective Con. Andy Crawford), Jefferson Clifford (Billy the Tramp), Mary Hignett (Mrs. Hatton), Nigel Humphreys (2nd Boy Scout), Jeanette Hutchinson (Mary Crawford), Samuel C. Jephcott (1st Boy Scout), Moira Mannion (sergente Grace Millard), Anthony Parker (agente Bob Penney), Arthur Rigby (sergente Flint), Anthony Sagar (detective Sgt. Brownrigg), Jack Warner (agente George Dixon)

## A Slight Case of Ham
- Prima televisiva: 12 ottobre 1957

### Trama
- Interpreti: Brian Bellamy (Archie Boone), Peter Byrne (detective Con. Andy Crawford), Jane Cotton (Vi McGill), Jeanette Hutchinson (Mary Crawford), Moira Mannion (sergente Grace Millard), Allan McClelland (Dan McGill), Anthony Parker (agente Bob Penney), Arthur Rigby (sergente Flint), Frederick Schiller (Alex), Frederick Schrecker (Fritz), Jack Warner (agente George Dixon)

## The Nelson Touch
- Prima televisiva: 19 ottobre 1957

### Trama
- Interpreti: Peter Byrne (detective Con. Andy Crawford), Robert Cawdron (detective Insp. Cherry), Erik Chitty (Tosh), Jefferson Clifford (Billy the Tramp), Jeanette Hutchinson (Mary Crawford), Moira Mannion (sergente Grace Millard), Lionel Marson (Arthur Perkins), Anthony Parker (agente Bob Penney), Philip Ray (Con), Arthur Rigby (sergente Flint), Herbert Smith (Boney), Jack Warner (agente George Dixon)

## The Heel
- Prima televisiva: 26 ottobre 1957

### Trama
- Interpreti: Margaret Anderson (Sue Ballantyne), Michael Bryant (Sid Ballantyne), Fay Bura (Clara Cobb), Peter Byrne (detective Con. Andy Crawford), Dorothy Casey (Nancy Murphy), Thomas Heathcote (Alf Ballantyne), Jeanette Hutchinson (Mary Crawford), Moira Mannion (sergente Grace Millard), Anthony Parker (agente Bob Penney), Arthur Rigby (sergente Flint), Jack Warner (agente George Dixon)

## Fireworks
- Prima televisiva: 2 novembre 1957

### Trama
- Interpreti: Peter Byrne (detective Con. Andy Crawford), Hazel Hughes (Rose Gresley), Jeanette Hutchinson (Mary Crawford), Natalie Kent (Mrs. Meadows), Malcolm Knight (Don Meadows), George Lee (agente Hughes), Michael Logan (James Gresley), Moira Mannion (sergente Grace Millard), Daphne Odin-Pearse (Mrs. Maitland), Anthony Parker (agente Bob Penney), Arthur Rigby (sergente Flint), Nickola Sterne (Woman Customer), Jack Warner (agente George Dixon), Grace Webb (Rich Old Lady), Pearl Winkworth (Maud Maitland)

## Bosco and Bosco
- Prima televisiva: 16 novembre 1957

### Trama
- Interpreti: Owen Berry (Forbes), Charles Brodie (Prendegast), Peter Byrne (detective Con. Andy Crawford), Warren Hearnden (Jerry Turner), Jeanette Hutchinson (Mary Crawford), Nan Kenway (Bella Bosco), Moira Mannion (sergente Grace Millard), Anthony Parker (agente Bob Penney), Arthur Rigby (sergente Flint), Jack Warner (agente George Dixon), Douglas Young (Joe Bosco)

## The New Skipper
- Prima televisiva: 23 novembre 1957

### Trama
- Interpreti: Arnold Bell (sergente Whittle), Peter Byrne (detective Con. Andy Crawford), Colin Croft (Jerry Calder), Jeanette Hutchinson (Mary Crawford), George Lee (agente Hughes), Moira Mannion (sergente Grace Millard), Anthony Parker (agente Bob Penney), Arthur Rigby (sergente Flint), Jessica Spencer (Julie Rogers), Kevin Stoney (Bert Rogers), Frank Thornton (agente Cox), Jack Warner (agente George Dixon)

## The Love of Phil
- Prima televisiva: 30 novembre 1957

### Trama
- Interpreti: Frank Atkinson (Aub Reynolds), Peter Byrne (detective Con. Andy Crawford), Jeanette Hutchinson (Mary Crawford), Moira Mannion (sergente Grace Millard), Lane Meddick (Phil Dunmore), Hugh Moxey (James Ryden), Jack Newmark (Pearly Wain), Anthony Parker (agente Bob Penney), Joy Parker (Debby Ryden), Arthur Rigby (sergente Flint), Jack Warner (agente George Dixon)

## The Crooked Key
- Prima televisiva: 7 dicembre 1957

### Trama
- Interpreti: Olwen Brookes (Miss Braithwaite), Peter Byrne (detective Con. Andy Crawford), Marjorie Forsyth (Nora Webb), Jeanette Hutchinson (Mary Crawford), John Kidd (Harvey), Arthur Lovegrove (Jim Braham), Moira Mannion (sergente Grace Millard), Anthony Parker (agente Bob Penney), Arthur Rigby (sergente Flint), Jack Warner (agente George Dixon), Joan Young (Maggie Braham)

## A Penn'orth of Allsorts
- Prima televisiva: 14 dicembre 1957

### Trama
- Interpreti: Peter Byrne (detective Con. Andy Crawford), Michael Caine (Indian Pedlar), Ronald Clarke (Banner), Jeanette Hutchinson (Mary Crawford), Hugh Latimer (Philip Stangate), Moira Mannion (sergente Grace Millard), Martin Miller (Papa Kolinsky), Anthony Parker (agente Bob Penney), Anne Pichon (Pearl Twining), Arthur Rigby (sergente Flint), Beatrice Varley (Mrs. Dyke), Jack Warner (agente George Dixon)

## Peace on Earth
- Prima televisiva: 21 dicembre 1957

### Trama
- Interpreti: Beckett Bould (Stan Griffiths), Harry Brunning (Alfie Moore), Fay Bura (Clara Cobb), Peter Byrne (detective Con. Andy Crawford), Wilfred Carter (James Davis), Dorothy Casey (Nancy Murphy), Maurice Hedley (maggiore Philips), Jane Hilary (Mrs. Lesley), Rose Hill (Ada Bailey), Jeanette Hutchinson (Mary Crawford), Moira Mannion (sergente Grace Millard), Anthony Parker (agente Bob Penney), Arthur Rigby (sergente Flint), William Sherwood (Dumpy Rivers), Jack Warner (agente George Dixon), Blaise Wyndham (Sam Bailey)

## Goodwill to Men
- Prima televisiva: 28 dicembre 1957

### Trama
- Interpreti: Beckett Bould (Stan Griffiths), Peter Byrne (detective Con. Andy Crawford), Dorothy Casey (Nancy Murphy), Jeanette Hutchinson (Mary Crawford), Moira Mannion (sergente Grace Millard), Pat O'Sullivan (Tony), Anthony Parker (agente Bob Penney), Arthur Rigby (sergente Flint), Mavis Villiers (Sonya), Jack Warner (agente George Dixon)

## The Lady in Red
- Prima televisiva: 4 gennaio 1958

### Trama
- Interpreti: Peter Byrne (detective Con. Andy Crawford), Robert Cawdron (detective Insp. Cherry), Graham Crowden (Gerald Drake), Howell Davies (Mr. James), Winifred Hindle (Mrs. Eaves), Jeanette Hutchinson (Mary Crawford), Daphne Maddox (Dolly Delany), Moira Mannion (sergente Grace Millard), Anthony Parker (agente Bob Penney), Arthur Rigby (sergente Flint), Jack Warner (agente George Dixon), Pearl Winkworth (Maisie Drew)

## Duffy's New Boots
- Prima televisiva: 11 gennaio 1958

### Trama
- Interpreti: Derek Briggs (Charley), Peter Byrne (detective Con. Andy Crawford), Violet Gould (Boxie), Mary Hinton (Marjorie Clayton), Anthea Holloway (Mrs. Barnes), Jeanette Hutchinson (Mary Crawford), Christine Lindsay (Mrs. Blake), Moira Mannion (sergente Grace Millard), Anthony Parker (agente Bob Penney), Arthur Rigby (sergente Flint), Harold Scott (Duffy Clayton), Jack Warner (agente George Dixon)

## The Salvation of Duffy
- Prima televisiva: 18 gennaio 1958

### Trama
- Interpreti: Peter Byrne (detective Con. Andy Crawford), Robert Cawdron (detective Insp. Cherry), Violet Gould (Boxie), Mary Hinton (Marjorie Clayton), Jeanette Hutchinson (Mary Crawford), Molly Lumley (Mrs. Gibney), Moira Mannion (sergente Grace Millard), Anthony Parker (agente Bob Penney), Arthur Rigby (sergente Flint), Harold Scott (Duffy Clayton), Leonard Sharp (Frankie Tickle), Jack Warner (agente George Dixon)

## A Little Bit of French
- Prima televisiva: 25 gennaio 1958

### Trama
- Interpreti: Allan Barnes (Stuart), Ballard Berkeley (Joe Magnus), Peter Byrne (detective Con. Andy Crawford), Cecile Chevreau (Maudie Magnus), Ian Fleming (dottore), Timothy Harley (Mick Magnus), Jeanette Hutchinson (Mary Crawford), Moira Mannion (sergente Grace Millard), Anthony Parker (agente Bob Penney), Arthur Rigby (sergente Flint), Jack Warner (agente George Dixon)

## The Light Over the Window
- Prima televisiva: 1º febbraio 1958

### Trama
- Interpreti: Peter Byrne (detective Con. Andy Crawford), Jeanette Hutchinson (Mary Crawford), Charles Leno (Arthur Crawley), Moira Mannion (sergente Grace Millard), Jean Marlow (Josie), Gibb McLaughlin (Mr. Goss), Edna Morris (Mrs. Winter), Anthony Parker (agente Bob Penney), Brian Peck (Tommy), Arthur Rigby (sergente Flint), Jack Warner (agente George Dixon)

## All Buttoned Up
- Prima televisiva: 8 febbraio 1958

### Trama
- Interpreti: Graham Ashley (agente Hughes), Anthony Bate (agente Downing), Peter Byrne (detective Con. Andy Crawford), Erik Chitty (Nightwatchman), Thomas Gallagher (Hogan), Jeanette Hutchinson (Mary Crawford), Weyman Mackay (McKay), Moira Mannion (sergente Grace Millard), Frank Middlemass (Scully), Anthony Parker (agente Bob Penney), Arthur Rigby (sergente Flint), Jack Warner (agente George Dixon)

## They Don't Like Policemen
- Prima televisiva: 15 febbraio 1958

### Trama
- Interpreti: Ian Ainsley (Mr. Spicer), Peter Byrne (detective Con. Andy Crawford), Kenneth Cope (Barney Dugan), Vera Day (Ruby Jessop), Liz Fraser (Maisie Perkins), Richard Goolden (Chippy Maggs), Jeanette Hutchinson (Mary Crawford), Moira Mannion (sergente Grace Millard), Ralph Michael (Mr. Jessop), Anthony Parker (agente Bob Penney), Arthur Rigby (sergente Flint), Jack Warner (agente George Dixon)

## The Stargazer
- Prima televisiva: 22 febbraio 1958

### Trama
- Interpreti: Peter Byrne (detective Con. Andy Crawford), Charles Carson (Jennings), Robert Cawdron (detective Insp. Cherry), Paul Curran (McCall), Amy Dalby (Mrs. Jennings), Jeanette Hutchinson (Mary Crawford), Gwen Lewis (Mrs. Black), Moira Mannion (sergente Grace Millard), Anthony Parker (agente Bob Penney), Arthur Rigby (sergente Flint), Douglas Stewart (Landlord), Kevin Stoney (Chandler), Jack Warner (agente George Dixon)

## Little Boy Blue
- Prima televisiva: 1º marzo 1958

### Trama
- Interpreti: Peter Byrne (detective Con. Andy Crawford), Gay Cameron (Ann Douglas), John Charlesworth (Geoff Simms), Malcolm Hayes (Davies), Melvyn Hayes (Larkin), Jeanette Hutchinson (Mary Crawford), Malcolm Knight (Bennie), Moira Mannion (sergente Grace Millard), Anthony Parker (agente Bob Penney), Arthur Rigby (sergente Flint), Frank Sieman (Nick Boyd), Jack Warner (agente George Dixon)

## The Case of Mrs. X
- Prima televisiva: 8 marzo 1958

### Trama
- Interpreti: Peter Byrne (detective Con. Andy Crawford), John Dearth (Frank Carr), Jeanette Hutchinson (Mary Crawford), Sam Kydd (Harry Baker), Moira Mannion (sergente Grace Millard), Marion Mathie (Mrs. Grafton), Anthony Parker (agente Bob Penney), Myrtle Reed (Betty Baker), Arthur Rigby (sergente Flint), Denis Shaw (Cafe Proprietor), Jack Warner (agente George Dixon)

## The Cats and the Fiddles
- Prima televisiva: 15 marzo 1958

### Trama
- Interpreti: Peter Byrne (detective Con. Andy Crawford), Barbara Couper (Mrs. Phelps), David Hemmings (Billy McGee), Frank Hickey (Barnes), Jeanette Hutchinson (Mary Crawford), Moira Mannion (sergente Grace Millard), Anthony Parker (agente Bob Penney), Arthur Rigby (sergente Flint), John Stirling (Larry), Jack Warner (agente George Dixon)

## All My Eye and Elbow
- Prima televisiva: 22 marzo 1958

### Trama
- Interpreti: Gwen Adeler (Miss Phillips), Margaret Boyd (Mrs. Bird), Peter Byrne (detective Con. Andy Crawford), John Glyn-Jones (Tom Morgan), Jeanette Hutchinson (Mary Crawford), Moira Mannion (sergente Grace Millard), Charles Maunsell (Mike Reilly), Bartlett Mullins (Alfie Boyd), Anthony Parker (agente Bob Penney), Arthur Rigby (sergente Flint), Jack Warner (agente George Dixon)

## The Key of the Nick
- Prima televisiva: 29 marzo 1958

### Trama
- Interpreti: Graham Ashley (agente Hughes), Peter Byrne (detective Con. Andy Crawford), Dorothy Casey (Nancy Murphy), Patrick Connor (Nobby), Beau Daniels (Mrs. Phipps), Eric Dodson (Ryan), Glyn Houston (Woody), Jeanette Hutchinson (Mary Crawford), Moira Mannion (sergente Grace Millard), Anthony Parker (agente Bob Penney), Arthur Rigby (sergente Flint), Anthony Sagar (detective Sgt. Brownrigg), Benn Simons (Police Dog Handler), Michael Stainton (agente Cox), Peter Stephens (Todd), Austin Trevor (sovrintendente), Jack Warner (agente George Dixon), Jerold Wells (sergente Muir), June Whitfield (Marie)